# Senka Tennō
Senka Tennō (安閑天皇?) fue el vigésimo octavo emperador del Japón, según el orden tradicional de sucesión. No existen pruebas suficientes acerca de este emperador o de su reinado, pero se cree que gobernó el país a comienzos del siglo VI.